# Saint-Jouin-Bruneval
Saint-Jouin-Bruneval település Franciaországban, Seine-Maritime megyében. Lakosainak száma 1822 fő (2022. január 1.). Saint-Jouin-Bruneval Beaurepaire, Cauville-sur-Mer, Gonneville-la-Mallet, Heuqueville, Mannevillette, La Poterie-Cap-d’Antifer, Sainte-Marie-au-Bosc és Saint-Martin-du-Bec községekkel határos.

## Népesség
A település népessége az elmúlt években az alábbi módon változott:
| Lakosok száma | 1891 | 1878 | 1910 | 1869 | 1858 | 1844 | 1837 | 1829 | 1822 |
|               | 2013 | 2015 | 2016 | 2017 | 2018 | 2019 | 2020 | 2021 | 2022 |